# Referéndum constitucional de Siria de 1949
El referéndum constitucional de Siria de 1949 (árabe: استفتاء على دستور السوري) fue realizado en ese país 25 de junio de 1949, junto con una elección presidencial con Husni al-Za'im como candidato. La enmienda constitucional fue aprobada con el 99,9% de los votos.

## Resultados
| Opción               | Votos   | %     |
| -------------------- | ------- | ----- |
| Voto «A favor»       | 724.428 | 99,1% |
| Voto «En contra»     | 6.303   | 0.9%  |
| Total votos emitidos | 730.731 | 100%  |